# 莫雷諾縣

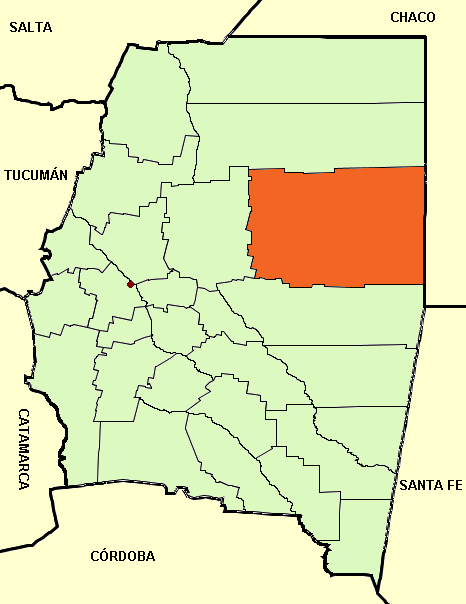

27°38′46″S 62°24′47″W / 27.64611°S 62.41306°W
莫雷諾縣（西班牙語：Departamento Moreno），是阿根廷的縣份，位於該國北部聖地亞哥-德爾埃斯特羅省，首府設於基米利，面積16,127平方公里，2010年人口32,130，人口密度每平方公里1.99人。